# Ideonella sakaiensis
Espèce
Ideonella sakaiensis est une bactérie découverte au Japon et capable grâce à une enzyme spécifique de dégrader le plastique de type polytéréphtalate d’éthylène (PET) dans une certaine mesure et sous certaines conditions de mise en culture.

## Découverte
La découverte de cette bactérie s'est réalisée en quatre étapes [Quand ?] :
- 1re étape : Une équipe de biologistes de l'Institut de Technologie de Kyoto et de la Keio University de Yokohama ont récolté dans une décharge 250 échantillons de sols, sédiments, eaux usées et boues activées, contaminés (depuis environ 5 ans) par du PET dans une usine de recyclage de bouteille PET à Sakai, ville de la banlieue d’Osaka au Japon. 
Environ 1 gramme des échantillons ont été cultivés individuellement dans un milieu contenant un film mince de plastique PET à faible cristallinité (1,9 %)[1].
Cette bactérie a pu être mise en culture.

- 2e étape : observation : Un échantillon provenant de sédiments a formé un amas microbien (biofilm) sur un film PET. La microscopie a révélé qu’il contenait un mélange de bactéries, de cellules, de levures et de protozoaires. Ce biofilm a érodé la surface du film PET à une vitesse de 0,13 mg/cm2 par jour à 30 °C[1].

- 3e étape : isolement de la bactérie : des dilutions successives ont permis d’isoler la bactérie capable de dégrader le PET. L’analyse microscopique montrait que les sous-dilutions ne contenant pas la bactérie du genre Ideonella perdaient leur capacité à dégrader le morceau de plastique. La conclusion fut donc que cette bactérie était responsable (ou nécessaire) à la dégradation du PET ; son nom devint alors Ideonella sakaiensis 201-F6. Le film PET a été fortement endommagé et presque complètement dégradé après 6 semaines à 30 °C dans le tube à essai ne contenant qu’Ideonella sakaiensis[1].

- 4e étape : L'enzyme (PETase) a été déposée sur des films de PET qui commencent alors à se dégrader (sans la présence de la bactérie)[2].

En 2018 une étude menée pour comprendre le fonctionnement de son enzyme PETase a conduit fortuitement à produire une enzyme d'une plus grande efficacité.

## Caractéristiques
Ideonella sakaiensis est une bactérie gram négative aérobie.
Les cellules sont mobiles avec un flagelle polaire.
Elles se développent dans une gamme de pH comprise entre 5,5 et 9,0 (optimalement à pH 7-7,5) et à 15-42 °C (température optimale : 30-37 °C).

## Explications
L'étude du génome de la bactérie a permis d’identifier deux enzymes responsables de la dégradation.
- La première (dite PET hydrolase ou PETase), hydrolyse le PET et le transforme en acide mono(2-hydroxyethyl) téréphtalique (MHET), acide téréphtalique (TPA) et en bis(2-hydroxyethyl) téréphtalate (BHET). Cette protéine a aussi été identifiée comme dégradant le BHET en MHET. Le mécanisme d’attache de la PETase reste, cependant, inconnu[1].
- La deuxième est la MHET hydrolase ou MHETase, qui appartient à la famille des tannases mais n’a aucune action sur les esters aromatiques typiquement hydrolysés par cette famille. Elle dégrade le MHET en TPA[1].

Les deux enzymes sont plus activées lorsque le milieu contient du PET ; elles n’avaient jamais été identifiées simultanément dans le même organisme auparavant,.
Le processus de dégradation se déroule hors de la bactérie, mais cette dernière s'est dotée d'un système de « pompage » de ces deux molécules chimiques qui lui servent alors d’aliment carboné ; la bactérie dispose aussi d’un équipement enzymatique interne qui va conduire à la production d'acide protocatéchique facilement assimilé pour le métabolisme basal.
Le TPA est par la suite catabolisé par la bactérie comme source d’énergie.

## Limites
L’efficacité de la bactérie sur la dégradation du plastique PET est réduite par le taux de cristallinité classiquement élevé du PET, limitant les hydrolyses.
De plus, le temps de dégradation (0,13 mg/cm2 par jour à 30 °C), est relativement long,.

## Potentiel futur technologique
Ideonella sakaiensis pourrait être envisagée dans une stratégie de bioremédiation, dans les systèmes de recyclage du polytéréphtalate d’éthylène,,.
Pour cela  des scientifiques suggèrent de recourir à des procédés de biotechnologie moléculaire en modifiant la génétique de la bactérie pour obtenir un système de bioremédiation maitrisable. Pour pallier les limites actuelles, un prétraitement du PET pour augmenter les zones amorphes pourrait être envisagé, ou bien encore la modification des bactéries pour les rendre plus rapides et efficaces malgré le fort taux de cristallinité.